# Allerheiligste Verlosserkerk (Grimbergen)

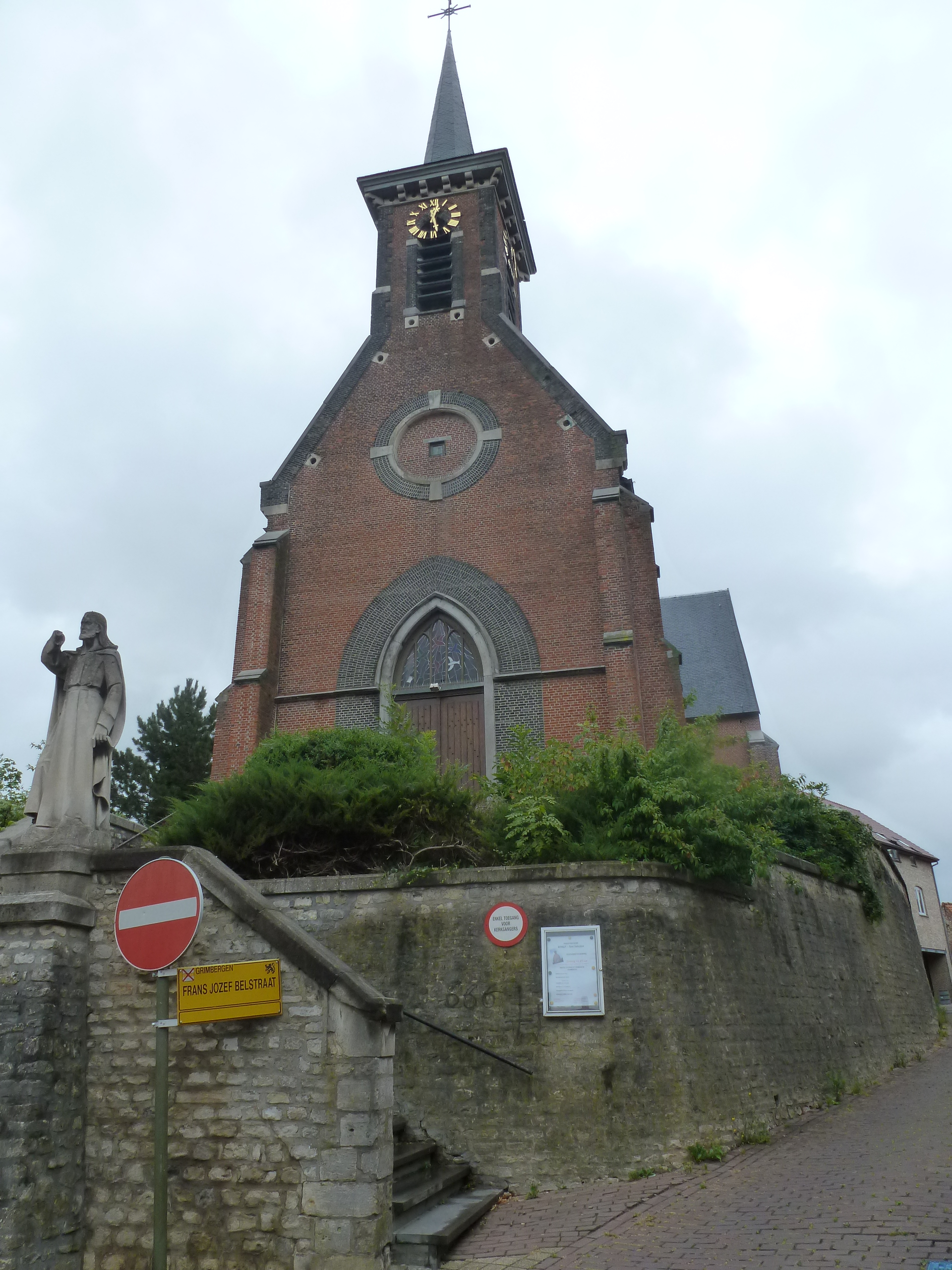
Allerheiligste Verlosserkerk

De Allerheiligste Verlosserkerk (ook: Sint-Salvatorkerk) is de parochiekerk van de tot de Vlaams-Brabantse gemeente Grimbergen behorende plaats Borgt, gelegen aan de Jozef Van Den Berghestraat.

## Geschiedenis
De parochie is zeer oud, en werd later door de Berthouts tot eigenkerk gemaakt. Na de Grimbergse Oorlogen (1139-1159) werd de kerk afhankelijk van de parochie van Grimbergen die weer afhankelijk was van de Abdij van Grimbergen.
Omstreeks 1500 werd een nieuwe kerk gebouwd. Het schip van de huidige kerk, opgetrokken in kalkzandsteen, is van 1635 en wellicht ouder. In 1852 werd de kerk vergroot door het koor te verbouwen en een transept aan te brengen. In 1864 werd de westzijde van de kerk met de klokkentoren gebouwd, vermoedelijk naar ontwerp van Auguste Van Assche.

## Gebouw
Het betreft een eenbeukig bakstenen kerkgebouw met transept en vlak afgesloten koor. Het schip is in kalksteen uitgevoerd. De westgevel is voorzien van een klokkentorentje met sterk uitkragende kroonlijst.
De kerk ligt op een hoogte en wordt omgeven door een ommuurd kerkhof.

## Interieur
De kerk bezit een drietal 18e-eeuwse schilderijen namelijk Calvarie met Maria Magdalena, Sint-Hieronymus en Jezus ontmoet zijn moeder. Een beeld van Sint-Barbara is 16e-eeuws. Er zijn enkele 17e-eeuwse grafstenen.
Het hoofdaltaar is 19e-eeuws, delen van de preekstoel zijn uit de 18e eeuw, er is een 17e-eeuwse en een 18e-eeuwse biechtstoel en het orgel is van begin 19e eeuw.